# Sternwarte Kremsmünster
Die Sternwarte Kremsmünster in Oberösterreich (Specula cremifanensis) gehört zu den bedeutendsten historischen Observatorien der Welt. Sie wurde 1749 als 50 m hoher „Mathematischer Turm“ vom Benediktinerstift Kremsmünster auf der Südostseite des Stiftsgeländes errichtet, wo das Gelände steil zum Kremstal und dem Ort Kremsmünster abfällt.
Die Sternwarte, ein astronomischer Turm, liegt auf einer Seehöhe von 380 bis 430 m ü. A.
Sie ist unter dem IAU code 539 registriert. Bedeutend war die Sternwarte für die für die damalige Zeit hervorragenden Berechnungen und Positionsbestimmungen. Neben astronomischen und meteorologischen Forschungen – die Messreihe der täglichen Temperatur- und Wetterdaten ist die längste der Welt – erfolgten hier auch wichtige Arbeiten zur Landesvermessung und zur Geophysik.
Während Beobachtungen zur Astronomie gegen Mitte des 20. Jahrhunderts ausliefen, ist der Messkeller nach wie vor ein Fundamentalpunkt für die Gravimetrie und das Erdmagnetfeld.
Bis heute ist sie die naturwissenschaftliche Arbeitsstätte der Benediktiner von Kremsmünster. Die unteren 6 Stockwerke des Gebäudes dienen als naturkundlich-technisches Universalmuseum über einen Zeitraum von 250 Jahren.
Sie gehört zur denkmalgeschützten Gesamtanlage des Stifts und wurde von der Internationalen Astronomischen Union zum Outstanding Astronomical Heritage erklärt.

## Baugeschichte und Astronomie

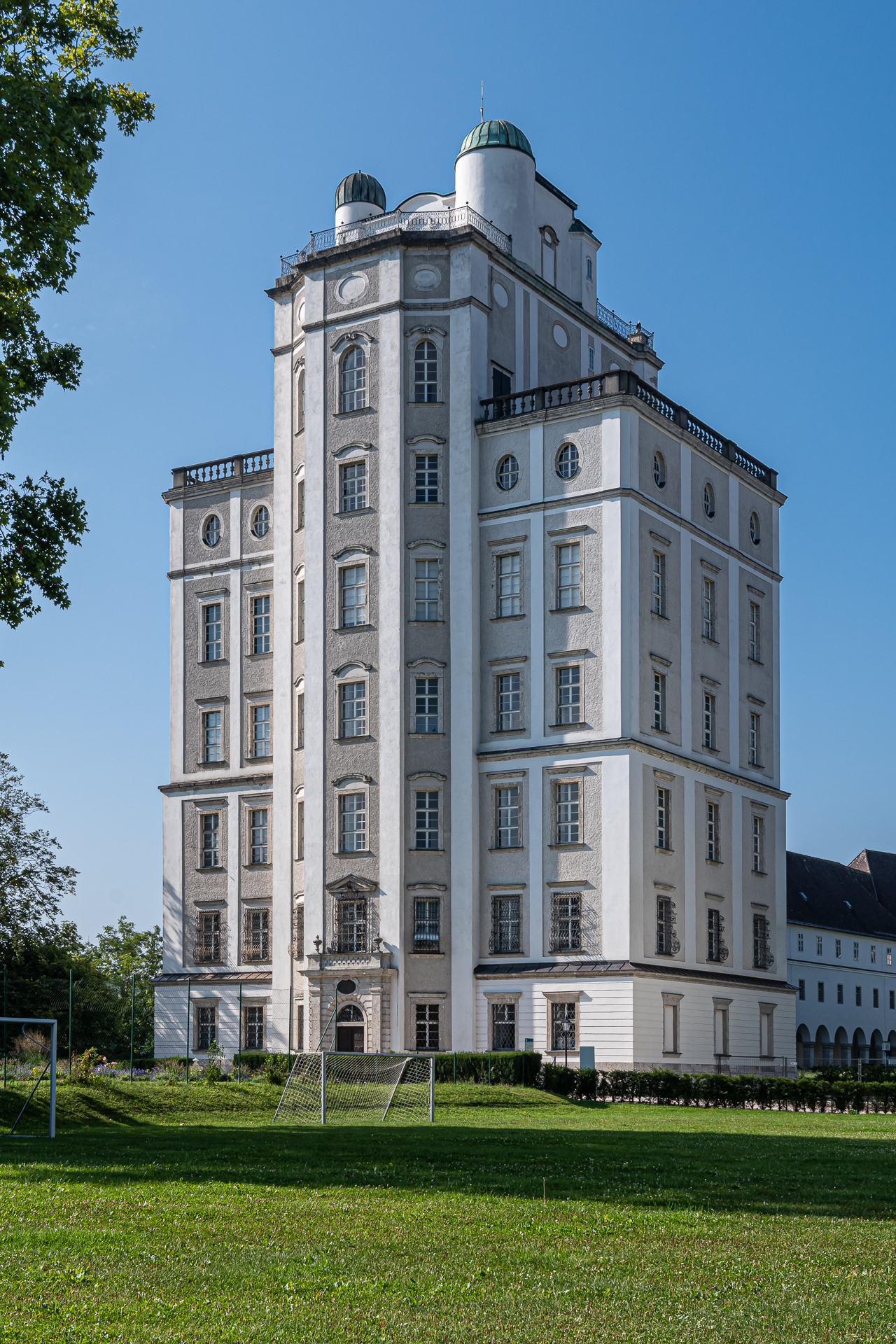
Hauptfassade

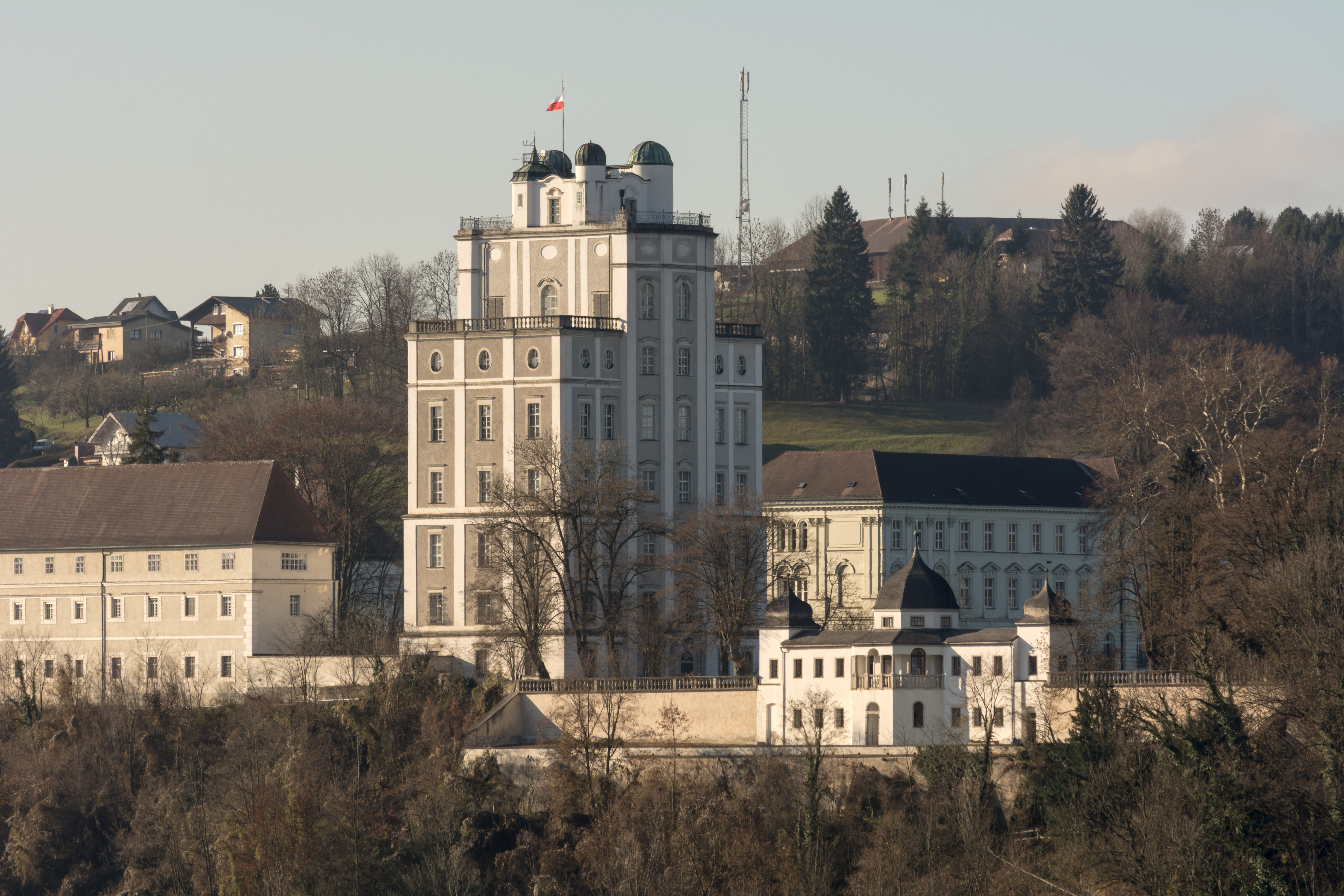
Ansicht über den Gartenpavillon Moschee (von Osten)

Das im Jahr 777 gegründete Stift war neben den religiösen Ordenszielen auch wichtigster Kulturträger des Traunviertels, weshalb viele Patres auch als Wissenschafter tätig waren. Forschung in Mathematik, Geometrie und Astronomie wurde im Konvent schon um 1550 betrieben. Zu Beginn des 17. Jahrhunderts waren es sogar sieben Mönche, die sich „in den Mußestunden häufig mit Mathematik befassten“. Erster Beobachtungsplatz als Astronomischer Turm war der Spindlerturm, der heutige Brückenturm.
Johannes Kepler hat hier nicht gearbeitet (das Stift besitzt ein Ölgemälde, das sog. Kremsmünstersche Kepler-Portrait), aber er hat in der Zeit von 1612 bis 1626, als er in Linz als Landschaftsmathematiker von Österreich ob der Enns lebte und u. a. eine neue Karte des Landes anfertigen sollte, Verbindungen zum Stift gehabt; der damalige Abt Anton Wolfradt leistete auch einen Beitrag zur Finanzierung des Drucks der Epitome Astronomiae Copernicanae 1618 in Linz.
Der Vorläufer des heutigen Museums, die Mathematische Stube, wurde ab 1739 eingerichtet. Sie enthielt Sammlungsobjekte interessierter Äbte und Patres aus zahlreichen natur- und geisteswissenschaftlichen Gebieten (Museum Abbatis und Museum Fratrum). 1744 stiftete Kaiserin Maria Theresia eine österreichweite Ausbildungsstätte für Adlige, die Ritterakademie – sie sollten anstelle der Cevallierstour vor Ort die Kenntnisse für ihre Aufgaben als Grundherren bekommen, sowohl wegen des damit verbundenen Geldabflusses wie auch zur Stärkung der norddeutschen katholischen Diaspora. In diesem Kreise wurde beschlossen, Museum und Sternwarte ein eigenes Gebäude zu errichten. Während die Astronomen gerne auf die nördlich angrenzende Hügelkuppe beim Neuhof gesiedelt wären, entschied Abt Alexander Fixelmillner, es innerhalb des Klosterbezirks anzulegen. Betraut mit der Aufgabe wurde der bayrischen Benediktinerabt Anselm Desing.

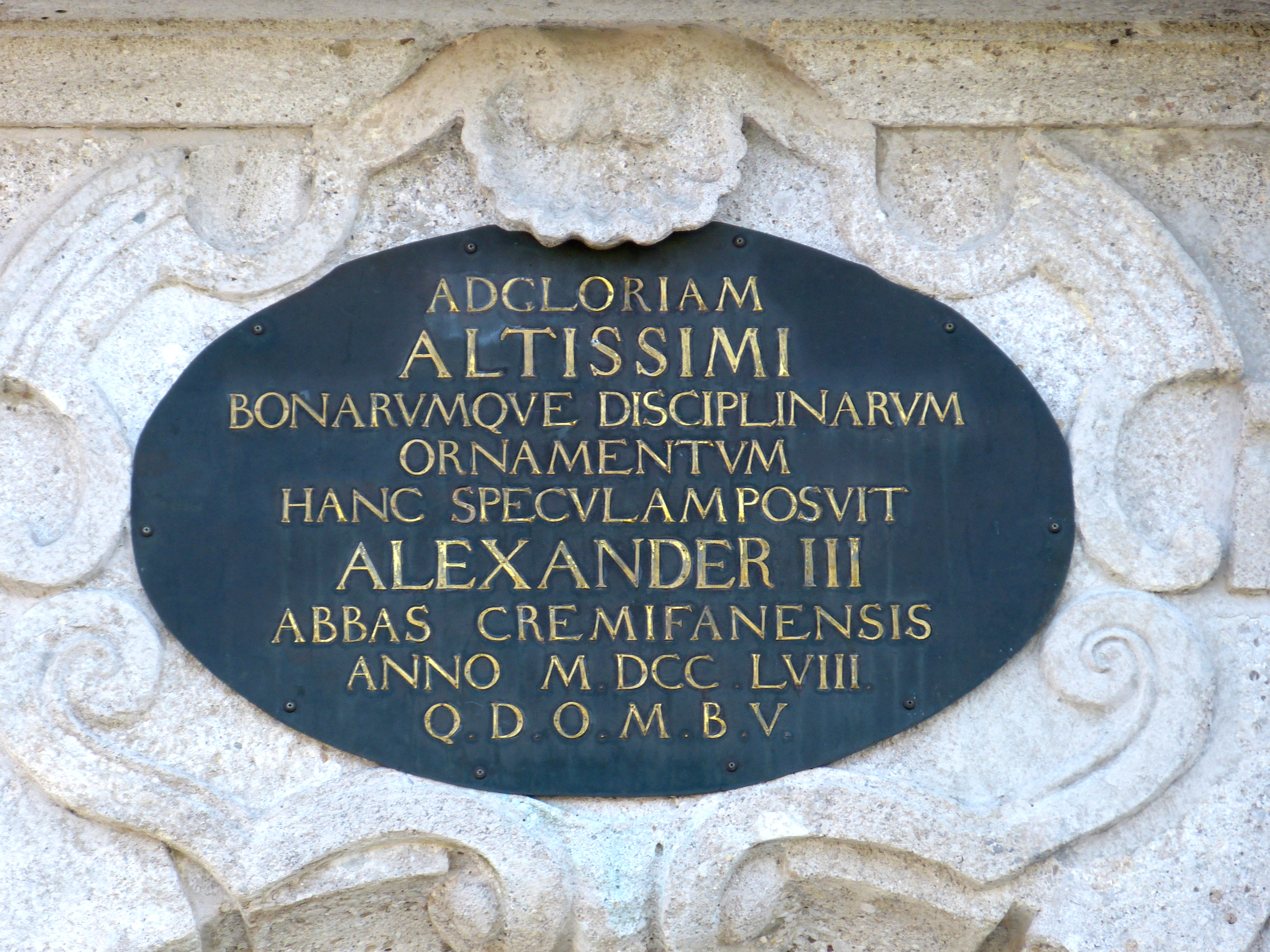
Plakette, datiert die Begründung auf 1758

1748 wurde der Bau der großen Sternwarte begonnen, dem Mathematischen Turm, der mit 49 m Höhe eines der ersten Hochhäuser Europas darstellt. Nach dem teilweisen Einsturz eines Zwischengeschoßes – im Gegensatz zu oft viel höheren Kirchtürmen war der Bau wegen der sechs tragfähigen Zwischengeschoße viel schwieriger zu errichten – wurde er um 1750 mit verbesserter Statik fortgeführt und 1758 vollendet. Der große Beobachtungssaal befand sich im 6. Stock (heute astronomisches Museum), umgeben von zwei großen Terrassen und überragt von drei kleinen Beobachtungskuppeln.
Mit ihrer auf gute Beobachtungsbedingungen (auch hinsichtlich Seeing) ausgelegten Bauweise stellt sie einen bedeutenden Wandel im Sternwartebau dar. Manche Beobachtungen wurden auch auf der Terrasse des sechsten Stockwerks vorgenommen.
Die Sternwarte brachte eine Reihe bekannter Astronomen hervor. Der bedeutendste war P. Placidus Fixlmillner, der 1762–1791 Direktor der Sternwarte und der angeschlossenen Laboratorien war. Er konstruierte neuartige Messinstrumente, war ein hervorragender Beobachter (unter anderem präzise Ortsbestimmungen, Sternörter, Merkur, neuentdeckter Planet Uranus) und berechnete den bis dahin genauesten Radius der Erdbahn (Astronomische Einheit). Er war auch als Musikwissenschaftler tätig und entwickelte eine leichter lesbare Notenschrift, die sich allerdings nicht durchsetzte.
Unter den Kremsmünsterer Astronomen waren auch Mitglieder der Akademie der Wissenschaften wie die Patres Anselm Desing, Marian Koller und Augustin Reslhuber.
Um etwa 1930 wurden die Beobachtungen für die Astrometrie von der Sternwartekuppel (7. Stock) aus verschiedenen Gründen in den Stiftsgarten nördlich der Sternwarte verlegt, wo ein großes metallenes Meridianhaus errichtet wurde. An der um 1860 aufkommenden Astrophysik beteiligte sich die Sternwarte weniger. Die Beobachtung verlor im Laufe des 20. Jahrhunderts an Bedeutung, zuletzt wurden nur noch die Sterndurchgangsmessungen im Meridianhaus vorgenommen, das bis in die 1970er Jahre bestand.
Vor dem 1200-Jahr-Jubiläum 1977 wurden Stift und Sternwarte ab etwa 1970 restauriert und für die große Oberösterreichische Landesausstellung 1977 adaptiert. Damals wurden auch die naturwissenschaftlichen Sammlungen im 1. bis 6. Stock neu geordnet und als Universalmuseum gestaltet. Führungen werden nur im Sommerhalbjahr angeboten, denn das Gebäude ist nicht beheizbar.

## Erdwissenschaften
Eine gut ausgestattete – bis heute aktive – Wetterstation hat mit fast 250 Jahren weltweit die längste ununterbrochene Messreihe. Die verlässlichen Aufschreibungen beginnen 1796, die ZAMG konnte aber auch die älteren Daten des meteorologischen Tagebuches harmonisieren, sodass der 28. Dezember 1762 als Beginn der Aufzeichnung angegeben wird. Sie bildet – zusammen mit den Daten der Universitätssternwarte Wien – eine wichtige Basis der HISTALP-Zeitreihen, und ist insbesondere darum bedeutend, weil sie deutlich vor das Maximum der Kleinen Eiszeit des 19. Jahrhunderts zurückreicht. Die heutige Messstelle, der Klimagarten, liegt im Konventgarten zum Hauptbau hin, vor dem Turm.
Im 19. Jahrhundert wurde auch die Geophysik und die Messung des Erdmagnetfeldes ein Schwerpunkt. Weiters wurde ein Punkt des Schweregrundnetzes eingerichtet und 1895 eine seismische Beobachtungsstelle. Im Tiefkeller befindet sich eine von der Universität Wien betriebene Fundamentalstation für die Gravimetrie.
Im Laufe des 19. Jahrhunderts wurde das österreich-ungarische Vermessungsnetz modernisiert und der nahegelegene Gusterberg zum Fundamentalpunkt für Oberösterreich und Böhmen gewählt. Die damals noch schwierige astronomische Koordinatenbestimmung wurde von Kremsmünster aus durchgeführt. Im Zuge eines großen Geoidprojekts war die Sternwarte auch namensgebend für den langen Meridianbogen Kremsmünster, der von Böhmen bis zur Adria reichte.
Die Sternwarte pflegte auch Kooperationen mit bekannten Wissenschaftlern an den Universitäten, unter anderem mit Simon Stampfer und Richard Schumann, und hinsichtlich der botanisch-zoologischen Sammlungen zu verschiedenen biologischen Instituten.